# Coupe de Tunisie de football 1924-1925
Navigation
Coupe de Tunisie 1923-1924 Coupe de Tunisie 1925-1926
La Coupe de Tunisie de football 1924-1925 est la 3e édition de la coupe de Tunisie, une compétition à élimination directe mettant aux prises l’ensemble des clubs évoluant en Tunisie. Elle est organisée par la Ligue de Tunisie de football (LTFA). Cette édition enregistre la participation de 35 clubs.

## Résultats

### Premier tour préliminaire
- Stade gaulois - L'Occidentale : 10 - 1
- Union sportive tunisienne - Football Club du Kram : 7 - 1
- Melita Sports - Union goulettoise : 3 - 1
- Sporting Club de Tunis - Italia de Tunis : 6 - 1
- Football Club bizertin bat Tricolores Tinja Sport
- Union sportive béjoise - Union sportive souk-arbienne : 4 - 3
- Savoia de Sousse bat Club sportif des cheminots de Gaâfour
- Jeunesse sportive sfaxienne - Sfax olympique : 4 - 2
- Métlaoui Sports - Jeunesse sportive de Métlaoui : 9 - 1

### Deuxième tour éliminatoire
- Melita Sports - La Radésienne : 4 - 2
- Club sportif des cheminots bat Jeunesse de Hammam Lif
- Sporting Club de Tunis - Club sportif du Belvédère : 7 - 1
- Jeanne d'Arc (Tunis) bat Kram olympique
- Lutins de Tunis - Club africain : 3 - 1
- Union sportive béjoise - Union athlétique tebourbienne : Forfait
- Savoia de Sousse bat Union sportive tunisienne
- Espérance sportive - Tunisian Sporting Club : Nul puis victoire de l'ES
- Avant-garde de Tunis - Agricolos : 2 - 0
- Association sportive du Bardo - Club athlétique tunisois : 2 - 1
- Stade gaulois, Football Club bizertin, Jeunesse sportive sfaxienne et Métlaoui Sports : Qualifiés directement au tour suivant

### Huitièmes de finale
| Équipe 1                      | Équipe 2                    | Score 90'       |
| Racing Club de Tunis          | Sporting Club de Tunis      | 3 - 0           |
| Sporting Club de Ferryville   | Club sportif des cheminots  | Victoire du SCF |
| Football Club bizertin        | Union sportive béjoise      | 3 - 1           |
| Stade gaulois                 | Jeanne d'Arc (Tunis)        | 4 - 0           |
| Métlaoui Sports               | Jeunesse sportive sfaxienne | Victoire de MS  |
| Savoia de Sousse              | Espérance sportive          | 2 - 0           |
| Association sportive du Bardo | Lutins de Tunis             | 1 - 0           |
| Avant-garde de Tunis          | Melita Sports               | 8 - 0           |

### Quarts de finale
| Équipe 1                    | Équipe 2                      | Score 90' |
| Racing Club de Tunis        | Métlaoui Sports               | 3 - 1     |
| Sporting Club de Ferryville | Savoia de Sousse              | 6 - 0     |
| Stade gaulois               | Football Club bizertin        | 2 - 0     |
| Avant-garde de Tunis        | Association sportive du Bardo | 3 - 1     |

### Demi-finales
| Équipe 1             | Équipe 2                    | Score 90' |
| Racing Club de Tunis | Sporting Club de Ferryville | 5 - 2     |
| Stade gaulois        | Avant-garde de Tunis        | 2 - 1     |

### Finale
| Date         | Équipe 1      | Équipe 2             | Score 90' |
| 29 mars 1925 | Stade gaulois | Racing Club de Tunis | 2 - 0     |